# Ergolina
Ergolina é um composto químico cuja estrutura está presente em uma ampla diversidade de alcalóides e algumas drogas psicodélicas (drogas psicoativas), como ololiuhqui (Rivea corymbosa) e LSD. Derivados de ergoline são usados clinicamente com o propósito de vasoconstrição (recepetor antagonista 5-HT1 - ergotamina) e no tratamento de enxaqueca (usado com cafeína) e doença de Parkinson, alguns estão relacionados na doença de ergotismo. Ergometrina e ergotamina são listadas como precursores na Tabela I na United Nations Convention Against Illicit Traffic in Narcotic Drugs and Psychotropic Substances. 